# Nedelcho Kolev
Nedelcho Kolev (né le 26 mars 1953) est un haltérophile bulgare.

## Carrière
Nedelcho Kolev participe aux Jeux olympiques de 1980 à Moscou et remporte la médaille de bronze dans la catégorie des poids moyens.